# أيطو
أيطو هي إحدى القرى اللبنانية من قرى قضاء زغرتا في محافظة الشمال.

## التسمية
يعود التسمية إلى كلمة «طاو» الفرعونية والتي ترمز إلى الإله أدونيس إذ أن الفراعنة سمو غاباتها «كاو كهاي» أي غابة طاو. وقيل أن كلمة أيطو تعني المصيف.

## جغرافيتها
تبعد عن بيروت 113 كلم وعن مركز المحافظة 27 كلم وعن مركز القضاء 19 كلم. يحدها شرقاً إهدن والجبل المعروف جبل أيطو، شمالاً مزيارة غرباً قرية سبعل، جنوباً عربة قزحيا.عدد سكانها يصل إلى 700 شخص. ويصل عدد مغتربيها إلى 6500 يقطنون في ولاية إيلينوي الأميركية. متوسط ارتفاع البلدة يصل إلى حوالي 950 متراً عن سطح البحر. ويرتفع إلى 1350م عند قمة جبل أيطو.
ى وجد في بلدة أيطو نبع «حيرونا»، ونبع «عين الصليب» وبعض الآبار الجوفية تستعمل لمياه الشفة. هي غنية بأنواع مختلفة من الأشجار والنباتات والتي تشمل أشجار الزيتون والكرمة والصنوبر والسنديان والتين واللوز والجوز والرمان والسفرجل والإجاص والتفاح والمشمش والخوخ.

## معالمها
يوجد العديد من الكنائس في البلدة منها:
- كنيسة الرعية مار سركيس وباخوس
- كنيسة مار ضوميط
- كنيسة مار سمعان الشيخ
- كنيسة مار سمعان القرن
- كنيسة مار شليطا،

## تاريخها
اشتهرت في العصور الغابرة لاحتوائها أثراً دينياً هاماً هو: «ناووس كنعان» الذي كان يؤمه سكان الشرق للحج والتبرك.
وفي القرن الثاني قبل الميلاد اشتهرت أيطو بثروتها الحرجية، بشهادة كتابة هيلوغريفية محفوظة في المتحف الوطني كان قد بعث بها فرعون مصر إلى أحد ملوك جبيل، طلباً للحصول على كمية من أشجار غابة «الإله أيطو» Khay -Taou أو أدونيس بالمصرية، وذلك للاستفادة من خشبها لاستخراج مادة صمغية اسمها كان المصريون يستعملونها في التحنيط.